# Montegiorgio
Fermo: Olaszország, Marche régió, Fermo megye.

## Híres polgárai
Gaetano Orsolini szobrászművész